# Андреј Локтионов
Андреј Вјачеславович Локтионов (рус. Андре́й Вячесла́вович Локтио́нов; 30. мај 1990, Воскресенск, Совјетски Савез) професионални је руски хокејаш на леду који игра на позицији централног нападача.
Тренутно игра за екипу Каролина Харикенси из највећег града Северне Каролине Ралија у Националној хокејашкој лиги (НХЛ) (од 2014).
Са сениорском репрезентацијом Русије освојио је титулу светског првака на Светском првенству 2014. у Минску. Са екипом Лос Анђелес Кингси је 2012. освојио трофеј Стенли купа.

## Каријера
Хокејашка каријера Андреја Локтионова започиње у школи хокеја хокејашког клуба Химик из Воскресенска, а наставља се у оквиру развојног програма московског Спартака. Као 16-огодишњи тинејџер прелази у редове Локомотиве из Јарославља за чији први тим је дебитовао у сезони 2007/08. на првенству Русије. Пре тога је две сезоне играо у јуниорском погону истог клуба. Након свега 5 одиграних утакмица те сезоне за екипу из Јарославља, Локтионов излази на драфт НХЛ лиге где га је 2008. као 123. пика у 5. рунди одабрала екипа Лос Анђелес Кингса.
Одмах после драфта одлази у Северну Америку, где је у сезони 2008/09. играо у развојној лиги Онтарија за клуб Виндзор Спитфајер (24 гола и 42 асистенције на 51 утакмици). Већ следеће сезоне потписује уговор са клубом који га је драфтовао и дебитује у НХЛ лиги (те сезоне је за Кингсе одиграо свега једну утакмицу. Наредне три сезоне наизменично је играо за клуб из Калифорније, и за њихову филијалу Манчестер Монархсе (Америчка хокејашка лига). Први погодак у НХЛ лиги постигао је у сезони 2010/11, на утакмици против Каролина Харикенса играној 19. октобра 2010. године. За Кингсе је током те сезоне одиграо укупно 17 утакмица уз учинак од 4 гола и 3 асистенције.
У сезони 2011/12. одиграо је 39 утакмица за Кингсе у регуларном делу сезоне (3 гола и 4 асистенције) и још две утакмице у плејоф серији. Кингси су те сезоне освојили трофеј Стенли купа.
Током фебруара 2013. Локтионов прелази у редове Њу Џерзи Девилса са којима је потписао двогодишњи уговор. Током две сезоне у екипи Девилса одиграо је укупно 76 утакмица уз доста скроман учинак од по 12 голова и асистенција.
У марту 2014. Локтионов је трејдован у екипу Каролине.

### Репрезентативна каријера
За национални тим Русије на великим такмичењима дебитовао је 2007. на светском првенству за играче до 18 година. Локтионов је на ток такмичењу где је Русија освојила златну медаљу, одиграо запажену улогу, уз 2 гола и 4 асистенције на 7 одиграних утакмица. За репрезентацију до 18 година играо је и на наредном првенству 2008. на којем се репрезентација окитила сребрном медаљом.
За сениорски тим на великим такмичењима дебитује на Светском првенству 2013. на којем је одиграо 7 утакмица уз једну асистенцију, а Русија освојила 6. место. У тиму Русије који је на СП 2014. у Белорусији освојио златну медаљу Локтионов је одиграо само једну утакмицу.